# Jinack Kajata
Jinack Kajata (Schreibvarianten: Ginak Kajata, Djinak Kajata, Gjinak Kajata oder kurz nur: Kajata) ist eine Ortschaft im westafrikanischen Staat Gambia.
Nach der letzten veröffentlichten Volkszählung von 1993 betrug die Zahl der Einwohner 522.

## Geographie
Jinack Kajata, in der North Bank Region im Distrikt Lower Niumi, liegt auf der östlichen Seite von Jinack Island am Niji Bolong. Der Ort liegt ungefähr elf Kilometer nordöstlich von Barra. Nördlich des Orts ist die Grenze zu Senegal. Jinack Kajata befindet sich im Niumi National Park, Besucher des Nationalparks kommen am Ort vorbei.

## Bekannte Söhne und Töchter des Orts
- Ousman Manneh (* 1997), Fußballspieler